# Neaetha catula
Neaetha catula là một loài nhện trong họ Salticidae.
Loài này thuộc chi Neaetha. Neaetha catula được Eugène Simon miêu tả năm 1886.